# Аойде
Аойде (др.-греч. Ἀοιδή) — нерегулярный спутник планеты Юпитер с обратным орбитальным обращением.
Названа именем Аэды, одной из муз в древнегреческой мифологии.
Также обозначается как Юпитер XLI.
Принадлежит к группе Пасифе.

## История открытия
Аойде была открыта группой учёных Гавайского университета под руководством Скотта Шеппарда в серии наблюдений, начиная с 8 февраля 2003 года.
Сообщение об открытии сделано 4 марта 2003 года.
Спутник получил временное обозначение S/2003 J 7.
Собственное название было присвоено 30 марта 2005 года.